# NGC 7006
NGC 7006 (noto anche come C 42) è un ammasso globulare posto nella costellazione del Delfino.
Tra gli ammassi globulari, è uno dei più distanti, essendo lontano più di 180.000 anni luce: circa 8 volte la distanza dell'ammasso globulare di Omega Centauri.
Fu scoperto da William Herschel nel 1784.